# Abdij van Bellaigue

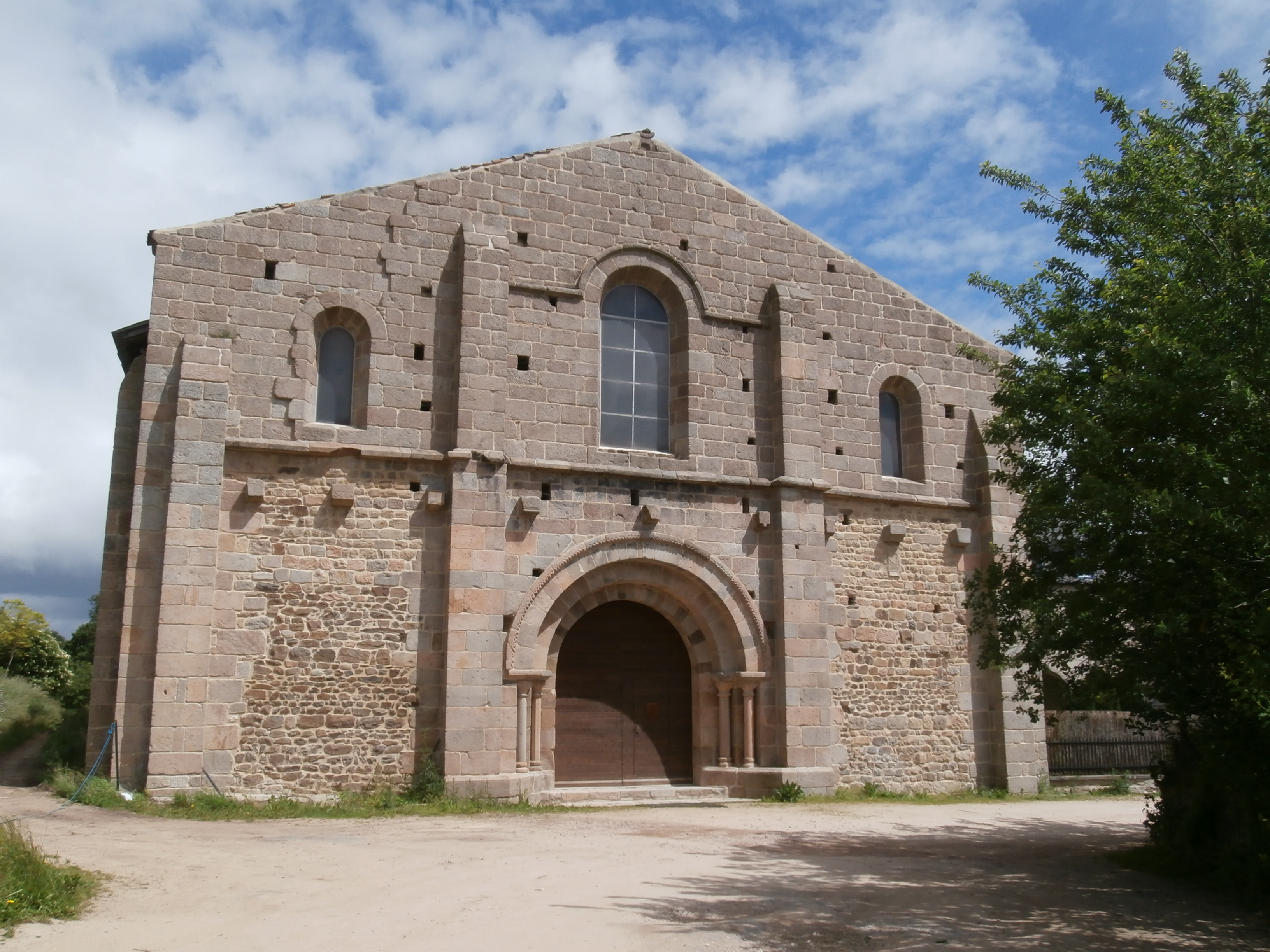
Voorkant van de abdijkerk

De Abdij van Bellaigue is een voormalige abdij van de cistercienzers in Frankrijk. De abdij ligt in de gemeente Virlet in de regio Auvergne-Rhône-Alpes. De abdij ligt tien kilometer ten westen van Montaigut en vijfentwintig kilometer ten zuiden van Montluçon.

## Geschiedenis
Het klooster is een dochterklooster van de Abdij van Montpeyroux. Het werd in 1137 opgericht op de grandvesten van een in 950 gebouwde priorij van het Benediktijnenklooster Menat.
Of de Abdij van Féniers in het departement Cantal (van de Association Bellaqua) of de Abdij van Aiguebelle bij de oprichting betrokken waren is onbekend. De abdij ontving vooral giften van de heren van Montluçon en van de Bourbons. 
De neergang van de abdij begon in de veertiende eeuw. De abdij werd in commendam gegeven. Nadat een groot deel van de gebouwen in 1689 afgebrand was werd de abdij in het jaar 1700 weer opgebouwd. Na de sluiting van het klooster rond 1791, tijdens de Franse Revolutie, werd de abdijkerk lange tijd als schuur gebruikt en ontliep zo de sloop. In 1880 stortten echter de gewelven in. 
Vanaf 1966 werd de kerk weer gerestaureerd en in 2000 betrokken Benedictijner monniken de abdij. De abdij is verbonden met de Priesterbroederschap Sint Pius X een behoort dus niet tot een officiële katholieke Benedictijner congregatie. In september 2008 nam de Abdij van Notre-Dame de Bellaigue na lange onderhandelingen de voormalige Premonstratenzerabdij van Reichenstein in Kalterherberg in de Eifel over als dochterklooster.

## Gebouwen en architectuur
De abdijkerk van vijfenveertig meter lang en vijftien meter hoog stamt uit de twaalfde eeuw en de westelijke zijde stamt uit 1400. Het schip van de kerk heeft twee zijbeuken Bourgondische gewelven en grote arcades met door halve zuilen geflankeerde rechthoekige pijlers en zeven traveeën. De kerk heeft verder een breed transept en een rond koor tussen vier bouwvallige halfronde zijabsides. In de abdijkerk staan de grafmonumenten van Archimbald VIII van Bourbon en zijn tweede vrouw Béatrix de Montluçon. De in drieën gedeelde voorgevel met twee verdiepingen bevat een groot portaal en drie grote vensters. 
De kloostergebouwen ten zuiden van de abdijkerk zijn niet voor het publiek toegankelijk en bevatten en bevatten de kloostergang uit de zeventiende eeuw, een kapittelzaal, een refter (eetzaal), de keuken en op de eerste verdieping de kloostercellen. 
De abdijkerk werd in 1922 als monument historique geclassificeerd. De gevels en daken van de andere gebouwen en de galerij van de kruisgang, de toegangstrap, de kapittelzaal en de kamer van de prior werden in 1980 ingeschreven in het inventaire supplémentaire van de Monuments historiques.
1. ↑  volgens Peugniez en verschillende andere bronnen, waaronder Dimier